# Rise & Fall
Rise & Fall jest trzecim singlem brytyjskiego artysty R&B Craiga Davida z jego drugiego albumu o nazwie Slicker Than Your Average. Utwór powstał przy współpracy z brytyjskim piosenkarzem Stingiem oraz był kolejną piosenką Davida, która znalazła się w Top 5 najlepszych przebojów, osiągając 2. miejsce na UK Singles Chart. Był to największy hit z albumu Slicker Than Your Average. Utwór bazuje na próbce z piosenki „Shape of My Heart” z 1993 roku, pochodzącej z piątego albumu solowego Stinga, Ten Summoner’s Tales. Około miesiąc wcześniej – przed wydaniem „Rise & Fall” – girlsband Sugababes wydał singiel „Shape”, który również zawierał sample z tego samego utworu Stinga. Dzięki piosence „Rise & Fall”, David powrócił do pierwszej dziesiątki na Australian Singles Chart, osiągając o wiele lepszą pozycję niż wcześniejsze jego single: „What’s Your Flava?” (10. miejsce) i „Hidden Agenda” (24. miejsce). Jest to również pierwszy wydany przez Craiga singiel DVD.

## Teledysk
Teledysk do utworu „Rise & Fall” został opublikowany 13 września 2011 roku w serwisie YouTube. Trwa on 4:18 minut. Wideo ukazuje Davida oraz Stinga, wykonujących tytułowy utwór, najpierw w kawiarni, a następnie w studiu nagraniowym. Sceny w obu tych miejscach trwają blisko połowy czasu całego teledysku. Wideo zostało wyreżyserowane przez Max & Dania, którzy stworzyli szereg teledysków do utworów Craiga Davida.

## Formaty i listy utworów
UK CD 1:
| Nr | Tytuł utworu                                                 | Długość |
| -- | ------------------------------------------------------------ | ------- |
| 1. | „Rise & Fall” (wersja teledyskowa (feat. Sting))             | 4:20    |
| 2. | „Rise & Fall” (Blacksmith Hip Hop Rub (feat. Fallacy))       | 3:32    |
| 3. | „Rise & Fall” (MJ Cole Remix)                                | 6:18    |
| 4. | „Rise & Fall” (Rishi Rich Desi Kulcha Remix (feat. Juggy D)) | 4:44    |
| 5. | „Rise & Fall” (teledysk)                                     | 4:18    |
|    |                                                              | 23:12   |

UK CD 2 (Promo):
| Nr | Tytuł utworu                | Długość |
| -- | --------------------------- | ------- |
| 1. | „Rise & Fall” (feat. Sting) | 4:20    |

UK CD 3 (Promo):
| Nr | Tytuł utworu                                           | Długość |
| -- | ------------------------------------------------------ | ------- |
| 1. | „Rise & Fall” (Rishi Rich Desi Kulcha Remix)           | 4:44    |
| 2. | „Rise & Fall” (Blacksmith Hip Hop Rub (feat. Fallacy)) | 3:32    |
| 3. | „Rise & Fall” (Blacksmith Hip Hop Mix (No Rap))        | 3:32    |
| 4. | „Rise & Fall” (MJ Cole Remix)                          | 6:18    |
| 5. | „Rise & Fall” (Kings Of Soul Remix)                    | 5:54    |
| 6. | „Rise & Fall” (Kings Of Soul Dub Mix)                  | 6:16    |
|    |                                                        | 30:16   |

UK DVD:
| Nr | Tytuł utworu                                                       | Długość |
| -- | ------------------------------------------------------------------ | ------- |
| 1. | „Rise & Fall” (wideo z wykonania)                                  |         |
| 2. | „What’s Changed” (wersja albumowa - DVD-Audio (+ Picture Gallery)) |         |
| 3. | „MTV Interview” (wideo)                                            |         |

UK 12" Vinyl – „Remixes”:
| Nr | Tytuł utworu                                           | Długość |
| -- | ------------------------------------------------------ | ------- |
| 1. | „Rise & Fall” (Blacksmith Hip Hop Mix (feat. Fallacy)) | 3:32    |
| 2. | „Rise & Fall” (Kings Of Soul Remix)                    | 5:54    |
| 3. | „Rise & Fall” (Underdogs Remix (feat. Sting))          | 4:12    |
|    |                                                        | 13:38   |

UK 12" Vinyl 2 (Promo):
| Nr | Tytuł utworu                             | Długość |
| -- | ---------------------------------------- | ------- |
| 1. | „Rise & Fall” (Blacksmith Old Skool Rub) | 3:41    |
| 2. | „Rise & Fall” (Plasma Remix)             | 4:29    |
|    |                                          | 8:10    |

UK 12" Vinyl (33⅓ RPM, Promo), Germany 12" Vinyl:
| Nr | Tytuł utworu                          | Długość |
| -- | ------------------------------------- | ------- |
| 1. | „Rise & Fall” (MJ Cole Remix)         | 6:18    |
| 2. | „Rise & Fall” (Kings Of Soul Remix)   | 5:54    |
| 3. | „Rise & Fall” (Kings Of Soul Dub Mix) | 6:16    |
|    |                                       | 18:28   |

Europe CD:
| Nr | Tytuł utworu                                           | Długość |
| -- | ------------------------------------------------------ | ------- |
| 1. | „Rise & Fall” (wersja radiowa)                         | 4:00    |
| 2. | „Rise & Fall” (Blacksmith Hip Hop Rub (feat. Fallacy)) | 3:32    |
|    |                                                        | 7:32    |

Europe CD 2 (Enhanced) – „The Video & Mixes”:
| Nr | Tytuł utworu                                           | Długość |
| -- | ------------------------------------------------------ | ------- |
| 1. | „Rise & Fall” (wersja radiowa)                         | 4:00    |
| 2. | „Rise & Fall” (Blacksmith Hip Hop Rub (feat. Fallacy)) | 3:32    |
| 3. | „Rise & Fall” (MJ Cole Remix)                          | 6:18    |
| 4. | „Rise & Fall” (Kings Of Souls Remix)                   | 5:54    |
| 5. | „Rise & Fall” (teledysk)                               | 4:18    |
|    |                                                        | 24:02   |

US 2x 12" Vinyl (Promo) – „The Remixes”:
| Nr  | Tytuł utworu                                                 | Długość |
| --- | ------------------------------------------------------------ | ------- |
| 1.  | „Rise & Fall” (wersja albumowa)                              | 4:47    |
| 2.  | „Rise & Fall” (Instrumental)                                 | 4:46    |
| 3.  | „Rise & Fall” (A cappella)                                   | 4:16    |
| 4.  | „Rise & Fall” (Soulshock & Karlin Club Mix (feat. Sting))    | 4:46    |
| 5.  | „Rise & Fall” (Underdogs Remix (feat. Sting))                | 4:12    |
| 6.  | „Rise & Fall” (Blacksmith Hip Hop Mix (feat. Fallacy))       | 4:45    |
| 7.  | „Rise & Fall” (Kings Of Soul Vocal Remix)                    | 5:54    |
| 8.  | „Rise & Fall” (Kings Of Soul Dub Mix)                        | 6:16    |
| 9.  | „Rise & Fall” (Rishi Rich Desi Kulcha Remix (feat. Juggy D)) | 4:57    |
| 10. | „Rise & Fall” (MJ Cole Remix)                                | 6:14    |
|     |                                                              | 50:53   |

## Twórcy i personel pracujący nad utworem
- Wyprodukowany i zaaranżowany przez Soulshocka i Kenneth Karlin z Soulpower Productions.
- Zmiksowany przez Manny’ego Marroquina i Soulshocka.
- Napisany przez Craiga Davida, Stinga i Dominica Millera.
- Zmasterowany przez Dicka Beethama w 360 Mastering w Londynie.
- Remiksy „Rise & Fall”:
  - „Rise & Fall” (Blacksmith Hip Hop Rub feat. Fallacy): remiks wyprodukowany przez Blacksmitha dla Blacksmith Music Productions Ltd. Zmiksowany przez Darryla Lavictoire’a dla The Hide Out Studios w Brixton w Londynie. Tekst rapu i wykonanie przez Fallacy dla Monster Management. Fallacy pojawił się dzięki uprzejmości Virgin Records. Wykonanie instrumentalne – Blacksmith. Pro Tools i programowanie wykonane przez Steve’a Antony’ego i Toma Burbury’ego.
  - „Rise & Fall” (MJ Cole Remix): remiks stworzony przez MJ Cole’a dla Prolific Studios w Londynie. Cała gra na keyboardzie wykonana przez MJ Cole’a.
  - „Rise & Fall” (Rishi Rich Desi Kulcha Remix feat. Juggy D): remiks wyprodukowany przez Rishi Richa dla TwoPointNine Ltd (Management)/2Point9.com. Dodatkowe teksty wokalne napisane i wykonane przez Juggy D. Wykonanie instrumentalne – Rishi Rich, z wyjątkiem tumbi, algozee i sarongi, zagranych przez Pardeepa Sandhu. Zmiksowany przez Rishi Richa w The Heights Recording Studio w Londynie.

## Pozycje na listach
„Rise & Fall” zajął 2. miejsce na UK Singles Chart, spędzając dziesięć tygodni bez przerwy na UK Top 75. Osiągnął również szóste miejsce na ARIA Charts.
| Lista                                   | Najlepsza pozycja |
| --------------------------------------- | ----------------- |
| Australian Singles Chart                | 6                 |
| Austrian Singles Chart                  | 51                |
| Belgian Singles Chart (Flandria)        | 17                |
| Belgian Singles Chart (Region Waloński) | 17                |
| Danish Singles Chart                    | 11                |
| French Singles Chart                    | 15                |
| German Singles Chart                    | 15                |
| Germany Airplay Top 100                 | 1                 |
| MTV WebChart                            | 21                |
| Germany Black Singles -Trendcharts-     | 4                 |
| Hungary Singles Chart                   | 1                 |
| Irish Singles Chart                     | 5                 |
| Japan Singles Chart                     | 47                |
| Italian Singles Chart                   | 9                 |
| Dutch Singles Chart                     | 9                 |
| Norwegian Singles Chart                 | 17                |
| Polish Airplay Charts                   | 1                 |
| Romanian Singles Chart                  | 1                 |
| Swedish Singles Chart                   | 35                |
| Swiss Singles Chart                     | 11                |
| UK Singles Chart                        | 2                 |
| Eurochart Hot 100 Singles               | 5                 |
| World Singles Chart                     | 5                 |
| World Chart Show                        | 2                 |